# السكارى (فلم 1914)
السكارى (بالإنجليزية: The Rounders)، يعرف أيضا بأسم (تشارلي فاتي يصنعان قنبلة)، وهو فيلم كوميدي أمريكي صامت من عام 1914 تأليف وإخراج تشارلي تشابلن وبطولة «تشابلن» وروسكو "فاتي" آرباكل، تم إنتاجه في استوديوهات كيستون.

## طاقم التمثيل
- تشارلي تشابلن - تشارلي العربيد
- روسكو "فاتي" آرباكل - جار تشارلي
- فيليس ألين - زوجة تشارلي
- مينتا دورفي - زوجة روسكو
- آل سانت جون - بيلهوب / النادل
- جيس داندي - متناول العشاء
- والاس ماكدونالد - متناول العشاء
- تشارلي تشيس - متناول العشاء
- بيلي جيلبرت دورمان - في بلاكفاس (غير معتمد)
- سيسيل أرنولد - ضيف فندق (غير معتمد)
- ديكسي تشين - متناول العشاء (غير معتمد)
- إدوارد ف. كلاين - ضيف في الردهة (غير معتمد)
- تيد إدواردز -شرطي (غير معتمد)
- وليام هوبر - نادل (غير معتمد)
- إدغار كينيدي - (غير معتمد)

## وصلات خارجية
- السكارى على موقع IMDb (الإنجليزية)
- السكارى على موقع روتن توميتوز (الإنجليزية)
- السكارى على موقع ألو سيني (الفرنسية)
- السكارى على موقع أول موفي (الإنجليزية)
- السكارى على موقع فيلمافينيتي (الإسبانية)
- السكارى على موقع قاعدة بيانات الأفلام السويدية (السويدية)
- السكارى على موقع قاعدة بيانات الفيلم (الإنجليزية)
- السكارى على موقع ليتربوكسد (الإنجليزية)
- السكارى على موقع كينوبويسك (الروسية)
- السكارى متوفر للتحميل المجاني على أرشيف الإنترنت